# مولآكر
مول آكر (بالألمانية: Mühlacker) هي Grosse Kreisstadt، مدينة وبلدة ألمانية تقع في ألمانيا في منطقة إنتس. يقدر عدد سكانها بـ 26,069 نسمة .

## المدن التوأمة
مدينة باسانو دل غرابا هي مدينة توأمة لـمول آكر.

## أعلام
- ماركو بيسكورن
- إيبرهارد فريتاج
- سيدريك مارسيل ستيبي
- هيلموت بروس
- نيكوديموس هولر